# Starzykowo
Starzykowo – wieś w Polsce położona w województwie warmińsko-mazurskim, w powiecie iławskim, w gminie Iława.
| SIMC    | Nazwa     | Rodzaj    |
| ------- | --------- | --------- |
| 1045795 | Krzyżówki | część wsi |

W latach 1975–1998 miejscowość administracyjnie należała do województwa olsztyńskiego.